# Animegaido
Animegaido – chronologicznie drugi z polskich magazynów poświęconych mandze i anime. Wywodził się z rubryki Manga Room w poświęconym grom magazynie Secret Service. W latach 1997–1998 ukazało się pięć numerów, po czym pismo zostało zawieszone. Tytuł Animegaido oznacza „przewodnik po anime” (anime guide).